# Manhattan (navă)
Pentru alte sensuri, vedeți Manhattan (dezambiguizare)
SS Manhattan este până în prezent (2009) cel mai mare vapor comercial petrolier fabricat în SUA, care a devenit, după reamenajarea sa,  cel mai mare spărgător de gheață din lume. 

## Detalii tehnice
Turbinele motorului au o putere de  43.000 PS. Nava a fost construită în anul 1962 pe docurile Fore River Shipyard din Quincy, Massachusetts. Reamenajarea lui în spărgător a avut loc pe docurile Sun Shipbuilding and Dry Dock Company, nava fiind prevăzută cu un blindaj de oțel de 38 mm. 